# Nick St-Pierre
Nicolas „Nick“ St-Pierre (* 7. März 1985 in La Pocatière, Québec) ist ein kanadischer Eishockeyspieler, der zuletzt beim EC KAC in der Erste Bank Eishockey Liga unter Vertrag stand.

## Karriere
St-Pierre begann in der Nähe seiner Heimat mit dem Eishockeysport. In Hawkesbury stand er bis zu seinem 20. Lebensjahr für den örtlichen Verein auf dem Eis. 2005 folgte sein Wechsel zum Universitätsteam der Colgate University, dort spielte er vier Jahre, konnte aber keine nennenswerten Erfolge mit der Mannschaft erzielen. 2009 unterschrieb der Kanadier seinen ersten Profivertrag bei den Syracuse Crunch, bei denen er bereits in der Vorsaison einige Einsätze bestritt. Allerdings lief diese Spielzeit für ihn anders als erwartet. So wurde der Verteidiger schlussendlich bei vier verschiedenen Vereinen eingesetzt. Auch aufgrund dieser Gegebenheiten entschied sich St-Pierre, Nordamerika zu verlassen, um in Zukunft in Europa zu spielen. Für die Saison 2010/11 nahm ihn der tschechische Extraligist HC Plzeň 1929 unter Vertrag. Mit diesem Wechsel kehrte Kontinuität in seine Karriere zurück. Insgesamt drei Jahre verteidigte der Kanadier für den Verein. Der Höhepunkt dieser Station folgte in der Saison 2012/13, als der tschechische Meistertitel errungen wurde. Trotz dieses Erfolges und Einsätzen in der ersten Verteidigungsreihe wurde sein auslaufender Kontrakt nicht verlängert.
Im Mai 2013 verkündeten die Krefeld Pinguine die Verpflichtung des Kanadiers. Er unterzeichnete einen Einjahresvertrag.

## Erfolge und Auszeichnungen
- 2008 ECAC All-Academic Team
- 2009 ECAC All-Academic Team
- 2013 Tschechischer Meister mit dem HC Plzeň 1929

## Karrierestatistik
(Legende zur Spielerstatistik: Sp oder GP = absolvierte Spiele; T oder G = erzielte Tore; V oder A = erzielte Assists; Pkt oder Pts = erzielte Scorerpunkte; SM oder PIM = erhaltene Strafminuten; +/− = Plus/Minus-Bilanz; PP = erzielte Überzahltore; SH = erzielte Unterzahltore; GW = erzielte Siegtore; 1 Play-downs/Relegation; Kursiv: Statistik nicht vollständig)